# 林和成
林 和成（はやし かずなり、1975年7月23日 - ）は、石川県金沢市出身の日本の高校野球指導者。星稜高等学校地歴公民科教諭。

## 経歴
高校時代は星稜高校でプレー。松井秀喜の一年後輩で甲子園に三度出場している。
日本大学に進学後は、準硬式野球部に所属し、主将を務め、全国大会での優勝経験もある。
大学卒業後の1998年からは母校・星稜高校のコーチに就任し、2011年4月からは監督に就任。2019年夏には、奥川恭伸、山瀬慎之助、内山壮真らを擁して甲子園で準優勝の成績を収める。石川県から優秀部活動指導者表彰を受けた。在任中には春に3度、夏に5度甲子園に出場している。2022年3月31日付で監督を退任することを2021年9月3日に発表。後任監督には系列校の星稜中学校の野球部で監督を務める田中辰治が就任予定である。
2022年春には星稜高校監督としては最後となる全国大会・第94回選抜高等学校野球大会に出場。準々決勝で東京都代表の國學院大學久我山高校に敗退し、石川県勢初となる選抜大会ベスト4進出はならなかった。大会後に前述のとおり、監督を退任する。退任後も学校には残り教壇に立つものの、野球の指導からは一線を引き1人の野球ファンとして見守るとしている。

## 人物
- 自身の息子も監督を務めている際に星稜高校野球部に在籍していた。高校卒業後は東都大学野球所属の亜細亜大学硬式野球部にて、プレーをしている。

## 著名な教え子
- 高木京介
- 島内宏明
- 西川健太郎
- 岩下大輝
- 北村祥治
- 森山恵佑
- 北村拓己
- 奥川恭伸
- 山瀬慎之助
- 内山壮真